# Yoshifumi Kashiwa
Yoshifumi Kashiwa (jap. 柏 好文; * 28. Juli 1987 in Fujikawa, Präfektur Yamanashi) ist ein japanischer Fußballspieler. 

## Karriere
Yoshifumi Kashiwa kam über die Jugendstationen Fujikawa Masuho Soccer Sports Shonendai, Kofu Fortuna SC, Nichisaki High School und Kokushikan-Universität 2010 zu Ventforet Kofu. Der Verein aus Kōfu spielte in der zweiten Liga des Landes, der J2 League. In seinem ersten Jahr wurde er mit dem Club Vizemeister und stieg in die erste Liga auf. Nach einem Jahr in der ersten Liga musste der Verein Ende 2011 als 16. der Tabelle wieder den Weg in die Zweitklassigkeit antreten. 2012 wurde er mit dem Club Meister und stieg wieder in die erste Liga auf. Bis 2013 spielte er 120-mal für den Verein. Anfang 2014 wechselte er zum Ligakonkurrenten Sanfrecce Hiroshima. Der Verein aus Hiroshima, einer Hafenstadt im Südwesten der japanischen Hauptinsel Honshū, spielte in der höchsten Liga des Landes, der J1 League. Mit Hiroshima wurde er 2015 japanischer Fußballmeister, 2018 wurde er Vizemeister. Den japanischen Supercup gewann er 2014 und 2018. Am 22. Oktober 2022 stand er mit Hiroshima im Endspiel des Japanischen Ligapokals. Hier besiegte man Cerezo Osaka mit 2:1. Am Ende der Saison 2024 wurde er mit Sanfrecce Hiroshima Vizemeister der Liga. Nach 289 Ligaspielen wechselte er im Januar 2025 in die zweite Liga. Hier schloss er sich seinem ehemaligen VereinVentforet Kofu an.

## Erfolge
Ventforet Kofu
- Japanischer Zweitligameister: 2012

Sanfrecce Hiroshima
- Japanischer Meister: 2015
- Japanischer Vizemeister: 2018, 2024
- Japanischer Ligapokalsieger: 2022
- Japanischer Supercupsieger: 2014, 2016